# 采夫賴拉峰
46°33′02″N 9°03′41″E / 46.55056°N 9.06139°E

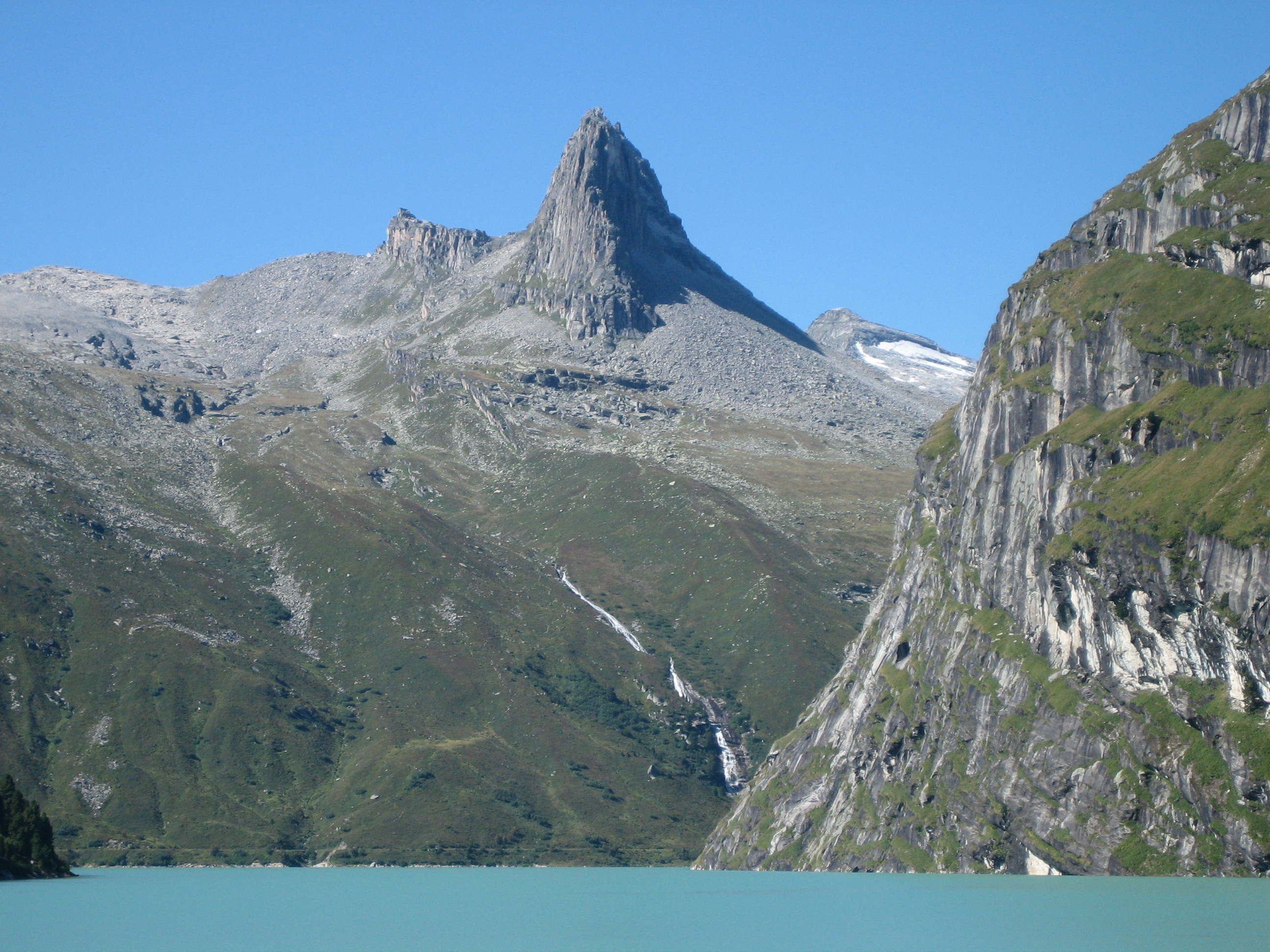

采夫賴拉峰（Zervreilahorn），是瑞士的山峰，位於該國東南部，由格勞賓登州負責管轄，屬於勒蓬廷阿爾卑斯山脈的一部分，海拔高度2,898米，每年平均降雨量1,929毫米。

## 外部連結
- Zervreilahorn on hikr.org - photos （页面存档备份，存于）